# Hrabstwo Lewis (Waszyngton)
Hrabstwo Lewis (ang. Lewis County) – hrabstwo w stanie Waszyngton w Stanach Zjednoczonych. Hrabstwo zajmuje powierzchnię całkowitą 2436,26 mil² (6309,88 km²). Według szacunków United States Census Bureau w roku 2009 miało 74 741 mieszkańców. Jego siedzibą jest Chehalis.
Obszar administracyjny powstał decyzją tymczasowego rządu Terytorium Oregonu 19 grudnia 1845 r. Nazwa hrabstwa pochodzi od nazwiska amerykańskiego podróżnika i odkrywcy Meriwethera Lewisa.
Na granicy hrabstwa Lewis z Yakima, leży obszar chroniony Wilderness: Goat Rocks - Gifford Pinchot, którego najwyższym punktem jest wygasły wulkan Goat Rocks

## Miasta
- Centralia
- Chehalis
- Morton
- Mossyrock
- Napavine
- Pe Ell
- Toledo
- Winlock
- Vader

## CDP
- Fords Prairie
- Mineral
- Onalaska
- Packwood